# Flavopimpla nigromaculata
Flavopimpla nigromaculata là một loài tò vò trong họ Ichneumonidae.